# Love (serie de televisión)
Love es una serie web de comedia romántica creada por Judd Apatow, Lesley Arfin y Paul Rust protagonizada por Gillian Jacobs, Rust y Claudia O'Doherty. Originalmente Netflix firmó dos temporadas de la serie. Los 10 episodios de la primera temporada estuvieron disponibles el 19 de febrero de 2016. La segunda temporada, de 12 episodios, se estrenó el 10 de marzo de 2017. Netflix renovó el contrato por una temporada más un mes antes del estreno de la segunda temporada. El 15 de diciembre de 2017, Netflix anunció que la tercera temporada sería la última y se estrenaría el 9 de marzo de 2018.

## Resumen
La serie se presenta como un "vistazo aterrizado de las citas", explorando las perspectivas femeninas y masculinas de las relaciones románticas a través de los personajes de Mickey y Gus, interpretados por Jacobs y Rust, respectivamente.

## Reparto

### Principales
- Gillian Jacobs como Mickey Dobbs.
- Paul Rust como Gus Cruikshank.
- Claudia O'Doherty como Bertie Bauer.
- Mike Mitchell como Randy Monahan.
- Chris Witaske como Chris Czajkowski (recurrente en las temporadas 1 y 2, regular en la temporada 3).

### Recurrentes
- Brett Gelman como Greg Colter.
- Iris Apatow como Arya Hopkins.
- Bobby Lee como Truman.
- Tracie Thoms como Susan Cheryl.
- Jordan Rock como Kevin.
- Charlyne Yi como Cori.
- Kerri Kenney como Syd.
- Kyle Kinane como Eric.
- Seth Morris como Evan.
- Milana Vayntrub como Natalie.
- Mädchen Amick como la madre del personaje de Arya.
- John Ross Bowie como Rob.
- Dave Gruber Allen como Allan.
- David Spade como Steven Hopkins.
- Steve Bannos como Frank.
- Eddie Pepitone como Eddie.
- Saxon Sharbino como Simone.
- Dawn Forrester como Denise Hopkins.
- Mark Oliver Everett como Brian.
- Rich Sommer como Dustin.
- Kirby Howell-Baptiste como Beth.
- Esther Povitsky como Alexis.
- Michael Cassady como Dean.
- Lisa Darr como Diane.
- Andy Dick como él mismo.
- Briga Heelan como Heidi McAuliffe.
- Chantal Claret como Shaun
- Jason Dill como Len.
- Alexandra Rushfield como Ali Rush.
- Dave King como Wyatt Meyers.
- Jake Elliott como Aidan.
- Cristin McAlister como Britney.
- Mike Hanford como Wade.
- Neil Campbell como Kyle.
- Armen Weitzman como Ruby.
- Tim Kalpakis como Walt.
- Kulap Vilaysack como Rebecca.
- Jay Johnston como Pastor.
- Liz Femi como Liz.
- Horatio Sanz como Jeff.
- Chris Redd como Justin.
- Paula Pell como Erika.
- Jongman Kim como Victor.
- Randall Park como Tommy.

### Invitados
- Jesse Bradford como Carl.
- John Early como Daniel.
- Joe Mande como Jeffrey.
- Will Sasso como Ben.
- Chase Ellison como Jacob.
- Stephen Boss como Doobie.
- John Ennis como Don.
- Justin Willman como un mago.
- Danny Cole como William the Wonder.
- Carlos Acuña como Carlos.
- Robin Tunney como Waverly.
- Leslie Grossman como Liz.
- Aparna Nancherla como Lauren.
- Tipper Newton como Kali.
- Graham Rogers como Mike.
- Janicza Bravo como Lorna.
- Sandrine Holt como Jorie.
- Rory Scovel como Gator.
- Daniel Stern como Marty Dobbs.
- Nancy Youngblut como Carol.
- Jessie Ennis como Stella.
- Eric Edelstein como Devon Monahan.
- Jason Stuart como Dr. Powell
- Rich Fulcher como Glen Michener (Michael Myers).

## Recepción

### Crítica
Love ha recibido comentarios positivos por parte de los críticos, con un reconocimiento especial al elenco. En la reseña del sitio Rotten Tomatoes, la temporada uno tiene un índice de audiencia de aprobación del 88% basado en 40 evaluaciones con un índice de audiencia promedio de 7.2/10. La crítica del sitio dice: "Love, de Judd Apatow, es una vista honesta de la construcción de una relación, apoyada por los dos protagonistas." On Metacritic the season has an average score of 72 out of 100, based on 27 critics, indicating "generally favorable reviews". En Metacritic, la temporada uno tiene un puntaje de 72 de 100 basado en 27 críticas, lo que se representa como "evaluaciones positivas en general". 
En Rotten Tomatoes, la segunda temporada tiene un índice de audiencia de aprobación del 94% basado en 17 evaluaciones, con un índice de audiencia promedio de 7.1/10. La opinión general del sitio dice: "En la segunda temporada, Love entrelaza el balance entre la comedia y el drama con mayor confianza y profundiza en la entrañable, frustrante y maravillosamente relación realista de Mickey y Gus.  En Metacritic, la temporada dos tiene una calificación promedio de 80 de 100, basado en 6 críticas que indican "evaluaciones positivas en general".

### Nominación
En 2017, Love fue nominada para Mejor serie de televisión de comedia en los Premios Satellite de 2016.